# Upptag, Herre, våra böner
Upptag, Herre, våra böner är en psalm för sjöfarare av Erik Natanael Söderberg. Melodin är en tonsättning som eventuellt har svenskt ursprung från 1675 och enligt Koralbok för Nya psalmer, 1921 är det samma melodi som används till psalmen Vänligt över jorden glänser (1819 nr 73) och därmed även för Sköna tempel, Herrens boning (1921 nr 573), Kom till högtid och har vissa likheter med Han lever! O min ande, känn (1819 nr 108)

## Publicerad som
- Nr 641 i Nya psalmer 1921, tillägget till 1819 års psalmbok under rubriken "Det Kristliga Troslivet: Troslivet i hem och samhälle: För sjöfarande".
- Nr 504 i 1937 års psalmbok under rubriken "Sjöfolk".